# 9 to 5 (canción de Dolly Parton)
«9 to 5» es una canción escrita y grabada por la artista estadounidense Dolly Parton para la película de comedia de 1980 Cómo eliminar a su jefe. Además de aparecer en la banda sonora de la película, la canción fue la pieza central del álbum 9 to 5 and Odd Jobs de Parton, lanzado a fines de 1980. La canción fue lanzada como sencillo en noviembre de 1980.
La canción le valió a Parton una nominación al Premio de la Academia y cuatro nominaciones al Premio Grammy, lo que le valió los premios a Mejor Canción Country y Mejor Interpretación Vocal Country Femenina. Durante un tiempo, la canción se convirtió en una especie de himno para los trabajadores de oficina en los EE. UU., y en 2004, la canción de Parton ocupó el puesto 78 en la lista '100 años, 100 canciones' del American Film Institute.
La canción estuvo acompañada de un video musical que presentaba imágenes de Parton y su banda actuando, intercaladas con escenas de la película.

## Antecedentes
La canción fue escrita para la película de comedia Cómo eliminar a su jefe, protagonizada por Jane Fonda, Lily Tomlin y Parton en su debut cinematográfico. La canción, y la película, deben sus títulos a 9to5, una organización fundada en 1973 con el objetivo de lograr salarios justos e igualdad de trato para las mujeres en el lugar de trabajo.
La canción también aparece en una adaptación de teatro musical de la película, con un libro de la escritora original de la película, Patricia Resnick, y 20 canciones adicionales escritas por Dolly Parton. 9 to 5 comenzó a mostrar avances en Los Ángeles el 9 de septiembre de 2008 y se presentó en Broadway en el Marquis Theatre desde abril hasta septiembre de 2009 antes de la gira. En 2012, comenzó una gira teatral por el Reino Unido de 9 to 5.
Unos meses antes de la canción de Parton y la película, la cantante escocesa Sheena Easton lanzó un sencillo llamado «9 to 5» en el Reino Unido. Cuando se lanzó la canción de Easton en los EE. UU. Al año siguiente, se le cambió el nombre a "Morning Train (Nine to Five)» para evitar confusiones. El sencillo de Easton alcanzó el puesto número uno en la lista Billboard Hot 100 tres meses después de que la canción de Parton dejara ese puesto. A pesar de los títulos similares, las dos canciones son diferentes en temas líricos. Mientras que la canción de Parton trata sobre una mujer que trabaja, la canción de Easton trata sobre una mujer que espera en casa a que su amante regrese del trabajo.
Aunque la grabación de Parton solo alcanzó el puesto 47 en el Reino Unido, sigue siendo una canción popular en la radio y en los clubes nocturnos de Gran Bretaña y se empalmó entre «Independent Women Part 1» de Destiny’s Child y «Eple» de Röyksopp para el álbum de Soulwax As Heard on Radio Soulwax Pt. 2.
La revista Rolling Stone llamó a "Nine to Five» Parton la «canción más transformadora», ubicándola en el número 7 en su lista de las 50 mejores canciones de Dolly Parton.